# Röslau (Fluss)
Die Röslau (tschechisch Reslava) ist ein rechter Nebenfluss der Eger in Nordostbayern.
Sie entsteht aus mehreren kleinen Wasseradern am Osthang des Schneeberges in der Waldabteilung Russel, die sich westlich von Vordorfermühle (Gemeinde Tröstau) vereinen.

## Quellfassung

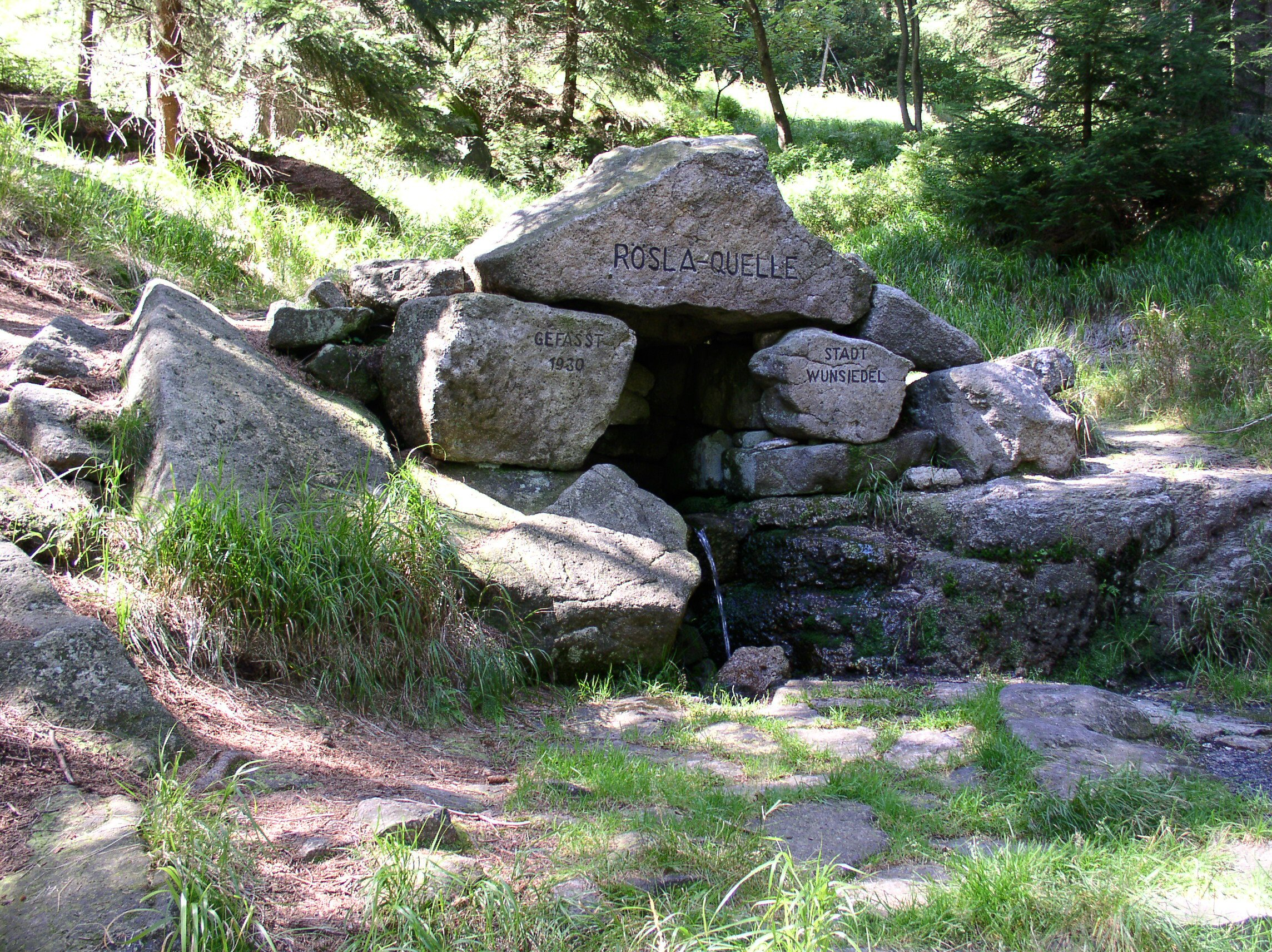
Die Röslauquelle

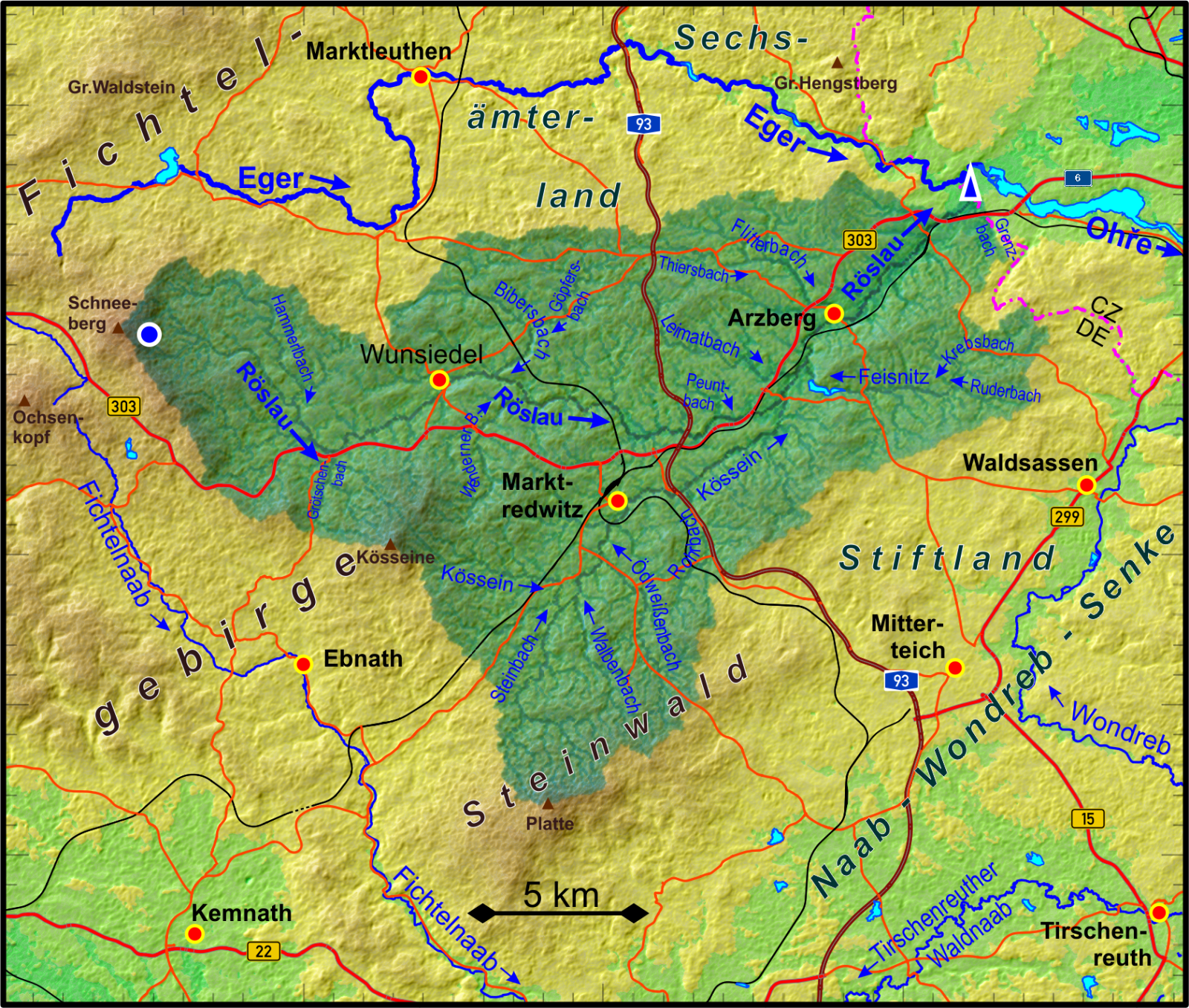
Einzugsgebiet der Röslau

Eine Quelle wurde von der Stadt Wunsiedel 1930 in 915 m ü. NN mit Granitsteinen als „Rösla“ gefasst. Dort beginnt der 44 km lange Röslauwanderweg, der 1980 vom Fichtelgebirgsverein eingerichtet wurde. Der Seenweg vom Weißenstädter See zum Fichtelsee führt an der Quelle vorbei.

## Flussverlauf
Nach Verlassen des steilen Geländes und des Hochwaldes erreicht die Röslau Vordorfermühle, wendet sich zunächst südöstlich nach Leupoldsdorf und Tröstau, biegt allmählich in östliche und nordöstliche Richtung ein und berührt die Stadt Wunsiedel an deren Südseite. Unterwegs nimmt sie zahlreiche Bäche aus dem Gebiet der Platte, der Hohen Matze und der Kösseine auf. Dann münden Bibersbach und Wenderner Bach ein. Bei Thölau spannt sich die große Brücke der Bahnstrecke Weiden–Oberkotzau über das Röslautal. Die Röslau erreicht den Marktredwitzer Stadtteil Lorenzreuth; beim Austritt aus dem Stadtgebiet wird sie vom Peuntbach verstärkt. Im Stadtgebiet von Arzberg fließt ihr dann am Anfang des Stadtteils Seußen die Kössein zu, im Volksmund „Kösseine“ genannt. Noch vor dem Dorf Elisenfels der Kleinstadt folgen der Leimatbach und die Feisnitz. Unterhalb von Elisenfels durchfließt sie den engen Talabschnitt des Gsteinigt und zieht danach durch das größtenteils links liegende Arzberg, wo der Flitterbach mündet. Dann schlängelt sie sich durch Wiesengründe nach Schirnding; unterhalb davon mündet der Grenzbach auf der Landesgrenze von rechts ein. Von dort an ist die Röslau bis zu ihren nahen Einmündung in die Eger beim Schirndinger Dorf Fischern ein windungsreicher Grenzfluss zur Tschechischen Republik im Osten.

## Zuflüsse
Liste der Zuflüsse und  Seen von der Quelle bis zur Mündung, mit Teilen der Zuflusshierarchie. Teilweise mit Gewässerlänge, Seefläche, Größe des Einzugsgebiets und Höhe. Andere Quellen sind jeweils vermerkt.
Quelle der Röslau auf etwa 915 m ü. NHN am Osthang des Schneebergs (1051 m ü. NHN)
- Lingenbach, von links auf 676 m ü. NHN[8] nordwestlich von Vordorfermühle, ca. 1,9 km[9] und ca. 1,2 km².[10] Entspringt dem Siebensternbrunnen auf etwa 746 m ü. NHN am Ansatz des Schneeberg-Ostausläufers Schauberg (732 m ü. NHN[7]).
- Schöffellohbach, von rechts auf unter 668 m ü. NHN[7] westlich von Vordorfermühle, ca. 1,9 km[9] und ca. 3,4 km².[10] Entsteht auf etwa 793 m ü. NHN östlich des Schneeberg-Südostausläufers unter dem Nußhardt (972 m ü. NHN[7]); die höchste Quelle liegt näher an der Röslau-Quelle sogar auf etwa 923 m ü. NHN.
- Nesselbach, von rechts und Südwesten auf etwa 569 m ü. NHN gegenüber dem Nordende von Leupoldsdorferhammer, ca. 2,3 km und ca. 2,4 km².[10] Zweigt auf etwa 610 m ü. NHN links vom Glasbach ab und nimmt dann einen größeren Waldhangbach vom Wolfstein (754 m ü. NHN[7]) her auf.
- (Oberer Mündungszweig des Hammerlbachs), von links und Nordosten auf etwa 569 m ü. NHN, fließt gleich danach durchs nördliche Leupoldsdorferhammer.
- → Abgang des Haidbachs, nach rechts und Süden auf etwa 564 m ü. NHN neben der Vordorfer Straße in Leupoldsdorferhammer, ca. 1,0 km.[9] Fließt später über den Kastenbach zurück.
- Hammerlbach, von links und Norden auf etwa 561 m ü. NHN wenig unterhalb von Leupoldsdorferhammer, ca. 5,4 km[9] und ca. 8,4 km².[10] Entsteht auf etwa 643 m ü. NHN nordwestlich von Vierst am Südrand des Waldes Schottenloh.
- Kastenbach, von rechts auf etwa 552 m ü. NHN an der Rohrmühle von Tröstau, ca. 0,8 km[9] ab der Vereinigung seiner Oberläufe und ca. 5,2 km²[9] mit dem längeren rechten Oberlauf sowie ca. 10,1 km².[10] Entsteht auf etwa 558 m ü. NHN bei Tröstau-Neuenhammer aus dem linken Röslau-Abzweig Haidbach und dem bedeutend längeren rechten Glasbach.
  - Glasbach, rechter Oberlauf des Kastenbachs, ca. 3,2 km[9] auf dem Namenslauf ab dem Ausfluss auf etwa 664 m ü. NHN[8] aus dem Zinnschutzweiher, ca. 4,4 km[9] seiner mündungsfernsten Quelle sowie ca. 9,3 km².[10] Die Quellen der von den Zinnhängen herab in den Weiher entwässernden Quellbäche liegen auf bis zu 775 m ü. NHN
    - Zinnbach, von rechts kurz vor dem Zusammenfluss
- Grötschenbach, von rechts und Süden in Tröstau
  - Ehewaldbach, linker Oberlauf
  - Mühlbach, rechter Oberlauf
- (Bach vom Modellflugplatz), von links durch Schönbrunn
- Luxbach, von rechts bei Breitenbrunn
- Krugelsbach, von links in den Nebenlauf Mühlbach in Wunsiedel
- Bibersbach, von links auf etwa 520 m ü. NHN bei Schneckenhammer, 10,4 km mit Oberlauf Zeitelmoosgraben und 28,8 km².
- Wenderner Bach, von rechts bei Juliushammer
- Tiefenbach (?[11]), von rechts kurz danach
- Heubach, von links noch vor der Hammermühle bei Unterthölau
- (Bach durch Oberthölau), von links an der Schletzenmühle
- (Bach von der Abfahrt Wunsiedel der A 93 her), von links auf 500 m ü. NHN[8]
- Breitmühlbächlein, von rechts in Lorenzreuth
- Peuntbach, von links unterhalb der Röslautalbrücke der A 93
- Kössein, von rechts auf etwa 476 m ü. NHN in den rechten Röslau-Zweig bei Seußen, 19,1 km und 94,4 km².
- Leimatbach, von links unterhalb von Seußen
- Feisnitz, von rechts auf etwa 472 m ü. NHN kurz vor Elisenfels, 9,7 km mit Oberlauf Krebsbach und 26,7 km².
- Flitterbach, von links auf etwa 457 m ü. NHN in Arzberg, 7,1 km und 22,5 km².
- Lindenbach, von rechts auf 448 m ü. NHN[8] in Schirnding
- Menzloh (Zufluss aus Richtung des Steinbergs (653 m ü. NHN[7])), von links in Schirnding
- Grenzbach, von rechts nach Schirnding an der bayerisch-tschechischen Landesgrenze
- Weißenbach, von links und Westen gegen die Landesgrenze bei Fischern unmittelbar vor der Mündung

Mündung der Röslau von rechts und zuletzt etwa von Süden auf ca. 443 m ü. NHN bei Schirnding-Fischern in die Eger, die dort von einem Grenzfluss von Bayern zu Tschechien zu einem tschechischen Fluss wird. Die Röslau ist 46,4 km lang und hat ein Einzugsgebiet von 316,3 km², das fast ausschließlich in Bayern liegt.

## Wirtschaftliche Nutzung
Seit dem Mittelalter wurden mit der Wasserkraft des Flusses zahlreiche Hammerwerke und Mahlmühlen betrieben, die Wunsiedler nutzten den Wasserlauf seit dem 16. Jahrhundert als Holzflöße. Ab dem Jahre 1850 wurde für einige Jahre von im Gsteinigt ansässigen Massemühlen mittels Lastkähnen Porzellan-Rohmasse zu den flussabwärts gelegenen Porzellanfabriken in Arzberg verfrachtet. Auch Eisenerz wurde auf diesem Gewässerabschnitt transportiert. Damit wurde die Röslau kurzzeitig auch als Wasserstraße genutzt.

## Namensdeutung
Urkundlich trat der Fluss spät in Erscheinung, 1403 unter der Bezeichnung „Rosslin“, danach mit unterschiedlicher Schreibweise. Mundartlich nennt man ihn „Riasla“, in amtlichen Karten wird er als „Röslau“ bezeichnet. Neuere Forschungsergebnisse bringen den Flussnamen mit der indogermanischer Wortwurzel *h1res- „fließen, strömen, stürzen“ in Zusammenhang.